# Omer Lutfi Akad
Ömer Lütfi Akad (2 de setembro de 1916 – 19 de novembro de 2011) foi um director de cinema turco activo no ambiente do cinema turco entre 1948 e 1974. Em 1949 estreou-se como director com o filme Vurun Kahpeye, uma adaptação da novela do mesmo nome da autora Halide Edip Adivar. Converteu-se num dos pioneiros da etapa conhecida como a "Geração dos Directores". A sua trilogia de 1970 The Bride, The Wedding and The Sacrifice é considerada a sua obra de maior influência. Mais tarde dedicou-se à direcção de séries de televisão.
Ömer Lütfi Akad nasceu a 2 de setembro de 1916. Ao terminar a sua educação secundária na escola francesa Jeanne d’Arc e na secundária de Galatasaray, estudou finanças na Escola Superior de Economia e Comércio de Istambul. Além da sua ocupação como assessor financeiro na companhia de cinema Sema, escreveu artigos sobre teatro e cinema. Após dirigir mais de 100 filmes, Ömer Lütfi Akad deu aulas durante vinte anos na Universidade de Belas Artes de Mimar Sinan.
O director faleceu a 19 de novembro de 2011 aos 95 anos, em Istambul.

## Filmografia
- Vurun Kahpeye - 1948
- Lüküs Hayat - 1950
- Tahir ile Zühre - 1951
- Arzu ile Kamber - 1951
- Kanun Namına - 1952
- İngiliz Kemal - 1952
- Altı Ölü Var - 1953
- Katil - 1953
- Çalsın Sazlar Oynasın Kızlar - 1953
- Bulgar Sadık - 1954
- Vahşi Bir Kız Sevdim - 1954
- Kardeş Kurşunu - 1954
- Görünmeyen Adam İstanbul'da - 1954
- Meçhul Kadın - 1955
- Kalbimin Şarkısı - 1955
- Ak altın - 1956
- Kara Talih - 1957
- Meyhanecinin Kızı - 1957
- Zümrüt - 1958
- Ana Kucağı - 1958
- Yalnızlar Rıhtımı - 1959
- Cilalı ibo'nun Çilesi - 1959

- Yangın Var - 1959
- Dişi Kurt - 1960
- Sessiz Harp - 1961
- Üç Tekerlekli Bisiklet - 1962
- Tanrı'nın Bağışı Orman - 1964
- Sırat Köprüsü - 1966
- Hudutların Kanunu - 1966
- Kızılırmak Karakoyun - 1967
- Ana - 1967
- Kurbanlık Katil - 1967
- Vesikalı Yarim - 1968
- Kader Böyle İstedi - 1968
- Seninle Ölmek İstiyorum - 1969
- Bir Teselli Ver - 1971
- Mahşere Kadar - 1971
- Vahşi Çiçek - 1971
- Yaralı Kurt - 1972
- Gökçe Çiçek - 1973
- Gelin - 1973
- Düğün - 1974
- Diyet - 1975
- Esir Hayat - 1974[5]

## Prémios e nomeações
| Evento                                      | Data de cerimónia | Categoria              | Produção          | Resultado |
| ------------------------------------------- | ----------------- | ---------------------- | ----------------- | --------- |
| Festival Internacional de Cinema de Antalya | 1967              | Melhor filme dramático | Hudutlarin Kanunu | Nomeado   |
| Festival Internacional de Cinema de Antalya | 1968              | Melhor filme           | Vesilaki Yarim    | Nomeado   |
| Festival Internacional de Cinema de Antalya | 1974              | Melhor director        | Dugun             | Vencedor  |
| Festival Internacional de Cinema de Ancara  | 2001              | Prémio honorário       |                   | Vencedor  |